# Lewis Morris Rutherfurd
Lewis Morris Rutherfurd, född 25 november 1816 i Morrisania, New York, död 30 maj 1892 i New York, var en amerikansk astronom. Han var sonson till John Rutherfurd.
Rutherfurd var ursprungligen jurist, men började på 1860-talet att på ett av honom inrättat privatobservatorium i New York sysselsätta sig med astrofysikaliska och astrofotografiska arbeten. Han konstruerade flera nya spektralanalytiska och astrofotografiska instrument (bland annat det första astrofotografiska objektivet 1864), och hans verksamhet på detta område blev av grundläggande betydelse. Hans stora samlingar av astrofotografiskt observationsmaterial överlämnades sedermera till Columbia Universitys i New York observatorium, där bearbetningen av det gav upphov till en hel rad betydelsefulla resultat, särskilt beträffande fixstjärnparallaxer och stjärnhopar. Rutherfurd tilldelades Rumfordpriset 1873.